# Vårliljesläktet
Vårliljesläktet (Tristagma) är ett växtsläkte med cirka 30 arter i Sydamerika. En art, vårlilja (T. uniflorum), odlas som trädgårdsväxt i sydligaste Sverige.

### Webbkällor
- Govaerts, R. (2006). World Checklist of Monocotyledons. Royal Botanic Gardens, Kew. 6 juli 2009
- Wikispecies
- Wikimedia Commons har media som rör Vårliljesläktet.